# 片桐清治

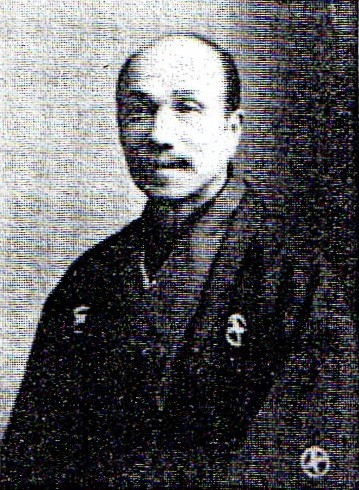
日本組合基督教会の牧師片桐清治

片桐 清治（かたぎり せいじ、安政3年1月17日〈1856年2月22日〉 - 1928年〈昭和3年〉1月21日）は日本の牧師で、日本組合基督教会の東北地方の重鎮として活躍する。

## 生涯
安政3年1月17日（1856年2月22日）仙台藩伊達家の陪臣片桐英之助の子として、水沢に生まれる。一の関師範伝習所を卒業して、小学校の教員として働いている時、1879年夏、友人で同志社英学校の学生であった山崎為徳によりキリスト教に接する。
1880年（明治13年）より友人山崎為徳の招きで同志社英学校邦語学科に入学する。在学中、病気療養中の山崎の看病を続ける。1881年（明治14年）5月1日同志社教会においてM・L・ゴードン宣教師から洗礼を受ける。
同志社卒業と共に、水沢地方の伝道を開始する。1888年（明治21年）仙台に設立された東華学校に招かれて、幹事と教師になり、市原盛宏、和田正幾らを助ける。東華学校廃校後は福島教会（現・日本基督教団福島教会）に赴任する。1893年9月28日按手礼を受ける。宮城県の涌谷教会（現・日本基督教団涌谷教会）の牧師になる。
1897年（明治30年）宮城教会（現・日本基督教団仙台北教会）の牧師に就任する。以来、死去まで同教会の牧師を務める。1928年（昭和3年）に死去する。遺体は仙台市妙心寺に葬られる。

## 著作
- デフオレスト『合衆国に於ける教育一斑』片桐清治筆記、警醒社書店、1900年6月3日。全国書誌番号:40038748 NDLJP:809469。